# كاي أونغر
كاي أونغر (بالإنجليزية: Kay Unger)‏ هي مصممة أزياء أمريكية، ولدت في 22 مايو 1945 في شيكاغو في الولايات المتحدة.